# ゲインズビル駅 (テキサス州)
ゲインズビル駅（英語：Gainesville Station）は、テキサス州ゲインズビル イースト・カリフォルニア・ストリート605にある駅。

## 利用可能な鉄道路線／列車
アムトラックのゲインズビル駅に停車する列車は下記の通り。
オクラホマシティとフォートワース間の昼行中距離列車ハートランド・フライヤー号…1日1往復停車